# Datsun redi-GO

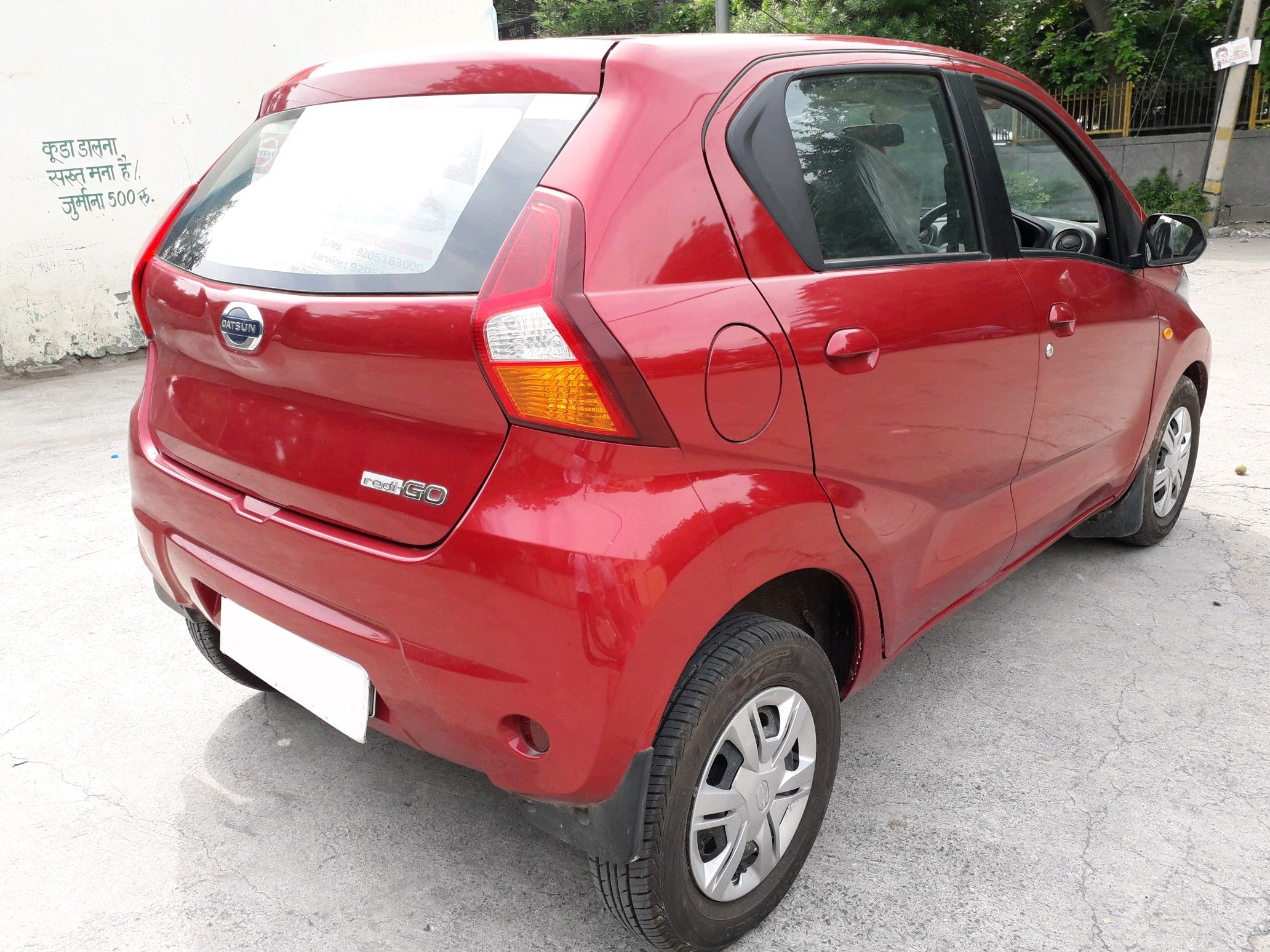
Heckansicht

Der Datsun redi-Go (Eigenschreibweise: redi-GO) ist ein PKW-Modell des japanischen Automobilherstellers Nissan, das für den indischen Markt entworfen wurde. Er war Teil der Strategie von Renault-Nissan, die in den 1980er Jahren eingestellte Marke Datsun als günstige Marke für Schwellenländer wieder einzuführen. Eine Konzeptstudie des redi-Go wurde auf der Auto Expo 2014 im indischen Neu-Delhi vorgestellt.
Im April 2016 folgte die Vorstellung des Serienmodells, das zwischen Juni 2016 und Februar 2022 ausgeliefert wurde. Die viertürige Crossoverlimousine ist der Kleinstwagenklasse zuzuordnen.

## Name
Mit dem Namensbestandteil „Go“ nimmt Datsun den Namen der beiden zuvor auf dem asiatischen Markt positionierten Modelle auf, also des Kleinwagen Go und des Minivan Go+. Der Namensbestandteil „redi“ spielt auf das englische Wort „ready“ an und soll ausdrücken, dass das Fahrzeug bereit für Unternehmungen aller Art ist.

## Entwicklung und Produktion
Der Datsun redi-Go wurde in Indien und zunächst für Indien entwickelt. Gebaut wurde er bei Renault Nissan Automotive India im indischen Oragadam nahe der Stadt Chennai im indischen Bundesstaat Tamil Nadu.

## Fahrzeugarchitektur und Technische Daten
Datsun nutzt für den redi-Go die unter Leitung von Gérard Detourbet entwickelte kleine A-Plattform der „Common Module Family“ von Renault-Nissan (CMF-A). Auf dieser Plattform ist auch der Renault Kwid aufgebaut. Der redi-Go ist etwas leichter und kürzer als der Kwid und hat mit 185 mm die größere Bodenfreiheit.
|                                             | 0.8                   | 1.0                   |
| Bauzeitraum                                 | 06/2016–02/2022       | 07/2017–02/2022       |
| Motorkenndaten                              |                       |                       |
| Motortyp                                    | R3-Ottomotor          | R3-Ottomotor          |
| Hubraum                                     | 799 cm³               | 999 cm³               |
| max. Leistung bei min−1                     | 40 kW (54 PS) / 5600  | 50 kW (68 PS) / 5550  |
| max. Drehmoment bei min−1                   | 72 Nm / 4250          | 91 Nm / 4250          |
| Kraftübertragung                            |                       |                       |
| Antrieb                                     | Vorderradantrieb      | Vorderradantrieb      |
| Getriebe, serienmäßig                       | 5-Gang-Schaltgetriebe | 5-Gang-Schaltgetriebe |
| Messwerte                                   |                       |                       |
| Höchstgeschwindigkeit                       | 140 km/h              | 150 km/h              |
| Beschleunigung, 0–100 km/h                  | 15,9 s                | 15,0 s                |
| Kraftstoffverbrauch auf 100 km (kombiniert) | 4,0 l Super           |                       |
| Tankinhalt                                  | 28 l                  | 28 l                  |